# Друга мітрідатова війна
Друга мітрідатова війна (83—81 до н. е.) — збройний конфлікт між Римською республікою та Понтійським царством, царем якого був Мітрідат VI Евпатор.

## Передумови
Наприкінці Першої мітрідатової війни Сулла поспішно заключив Дарданську мирну угоду з Мітрідатом, дозволивши йому зберегти контроль над Понтійським царством. Луцій Ліциній Мурена як легат Сулли, знаходився в Азії як командир двох легіонів. Тоді ж Мітрідат воював з колхами та мешканцями Боспору, які відокремилися від його царства. Проти боспорців він почав будувати великий флот і готувати величезне військо, при такій підготовці відразу склалося враження, що він готується не до війни з боспорцями, а з римлянами. Мітрідат став з підозрою ставитись до Архелая, одного зі своїх соратників, який під час перемовин з Суллою поступився більше, ніж то було потрібно. Архелай, помітивши це та злякавшись, перебіг в табір Мурени, який жадав військових здобутків і власного тріумфа, почав підбурювати його першим напасти на Мітрідата і, зрештою, переконав.

## Хід подій
Мурена відразу через Каппадокію напав на Комани, дуже багате поселення, яке було під владою Мітрідата, з багатим та шанованим храмом, вбив декілька вершників Мітрідата, а його послам, які наголошували на мирній угоді, відповів, що не бачив ніякої угоди (справа в тому, що Сулла не затвердив угоду письмово, але дотримувався її виконання та покинув Азію). Сказавши це, Мурена почав грабувати поселення, не поцуравшись навіть храмовими грошима. На зиму він залишився в Каппадокії. Мітрідат відправив до сенату і до Сулли послів, скаржачись на дії Мурени. Мурена в той час перейшов річку Галіс та пограбував 400 поселень Мітрідата. З великою здобиччю він повернувся до Фригії та Галатії. Далі з Риму був відправлений Калідій, який заявив Мурені від імені сенату, що той має припинити напади на Мітрідата, бо з ним укладена мирна угода. Мурена вирішив не відмовлятися від своїх планів і навіть після заборони сенату вирушив на землю Мітрідата. Тоді Мітридат, який переконався в тому, що римляни ведуть з ним війну, наказав Гордію напасти на римські поселення. Гордій захопив багато худоби та став перед табором Мурени (один від одного їх відділяла річка Галіс). Жоден не наважився почати зіткнення, аж доки не прийшов Мітрідат з набагато більшим військом, і в той же час відбулась велика битва. Мурена зазнав повної поразки та був вимушений тікати до Фригії. Мітрідат відтіснив усі гарнізони Мурени з Каппадокії. Після цього Сулла, який дізнався про ці військові дії, розгнівався та відправив Авла Габілія до Мурени з наказом припинити бойові дії. Тільки після цього Друга Мітрідатова війна завершилась.

## Висновок
Друга Мітрідатова війна стала логічним наслідком загострених відносин між Римом та Понтом. Вагомим історичним значенням чи масштабністю даний конфлікт не відзначився. Жодних територіальних змін не відбулося, сторони не підписали жодної угоди.